# تزلافن (بني عاصم)
تزلافن هو دُوَّار يقع بجماعة باب برد، إقليم شفشاون، جهة طنجة تطوان الحسيمة في المملكة المغربية. ينتمي الدوّار لمشيخة بني عاصم التي تضم 18 دوار. يقدر عدد سكانه بـ 399 نسمة حسب الإحصاء الرسمي للسكان والسكنى لسنة 2004.

## روابط خارجية
- البوابة الوطنية للجماعات الترابية نسخة محفوظة 12 مارس 2018 على موقع واي باك مشين.
- المندوبية السامية للتخطيط